# Le Flic de Beverly Hills 2
Pour les articles homonymes, voir Le Flic de Beverly Hills (série de films).
Série Le Flic de Beverly Hills
Le Flic de Beverly Hills
(1984) Le Flic de Beverly Hills 3
(1994)
Pour plus de détails, voir Fiche technique et Distribution.
Le Flic de Beverly Hills 2 (Beverly Hills Cop II) est un film américain réalisé par Tony Scott et sorti en 1987. Il est le second film de la franchise mettant en scène Axel Foley et fait suite à Le Flic de Beverly Hills de Martin Brest, sorti trois ans plus tôt.
Le film suit le policier de Détroit Axel Foley qui retourne à Beverly Hills pour aider ses amis et collègues Billy Rosewood et John Taggart. Ces derniers ne parviennent pas à appréhender une bande de criminels qui commettent des braquages sanglants et qui ont tiré sur le capitaine Bogomil.

## Synopsis
À Beverly Hills sur Rodeo Drive, l'avenue des boutiques de luxe de Los Angeles en Californie, une limousine s'arrête devant la boutique Adriano. Une grande femme blonde androgyne virago entre dans la boutique, obligeant le portier à ne pas déclencher l'alarme. Elle et ses coéquipiers menacent vendeurs et clients. La blonde laisse deux minutes à ses coéquipiers pour tout dévaliser. Le braquage s'avère être très méthodique : rien n'est laissé au hasard. La blonde avertit le temps qu'il reste toutes les trente secondes, et les cambrioleurs volent les bijoux les plus chers. Au bout de deux minutes, la grande blonde tire sur un grand lustre et dépose sur le corps du patron une enveloppe où il est inscrit la lettre A en rose. Néanmoins, il n'y a aucun mort mais les dégâts ont été considérables. Le commissariat de Beverly Hills détecte alors le gang de l'alphabet.
Le commissaire Andrew Bogomil est en train de courir quand il remarque quelque chose dans les industries Dent et repart mais un des pilleurs l'a vu et avertit son chef. Mais Harold Luntz, le grand chef, convoque Bogomil et ses deux agents principaux : John Taggart et Billy Rosewood. Lutz met Taggart et Rosewood à la circulation car Rosewood aurait fait une erreur en demandant de l'aide au FBI. Bogomil, lui, l'avait laissé faire car il lui faisait confiance. Pour cela, il est suspendu. Bogomil sort du commissariat et monte dans sa voiture. Il part vers chez lui quand il s'arrête pour dépanner une femme, cette dernière n'arrivant pas à démarrer le moteur de sa voiture. L'aidant, la femme lui tend une enveloppe où il est inscrit la lettre B. Une voiture passe alors, et Bogomil reçoit deux balles dans le ventre. Il arrache alors la fausse coiffure de la femme. Il la reconnait grâce aux descriptions des témoins. La grande blonde lui tire dessus une fois. Bogomil tombe à terre.
À Détroit au Michigan, c'est le bonheur pour le détective Axel Foley qui est sur une affaire d'infiltration de gangs en étant un faux homme d'affaires. Pour cette couverture, il a demandé à son patron Todd une Ferrari 328, un costume et d'autres accessoires de luxe. Mais Todd ne fait que payer, il voudrait signer des mandats d'arrestation. Il donne alors à Foley trois jours pour arrêter ce gang. Axel essaie alors d'arrêter ce gang qui vend de fausses cartes de crédit. Mais quand il apprend l'attaque sur Bogomil, il se doit de partir à Beverly Hills. Il demande alors à son ami flic de conduire la Ferrari pour que Todd pense que Foley travaille. Il appelle ensuite la fille de Bogomil, Jan, qui lui apprend que son père a survécu mais qu'il est très mal en point. Axel part alors pour la Californie.
À Beverly Hills, il arrive à l'hôpital où on soigne Bogomil. Il rencontre alors ses amis Taggart et Rosewood et apprend que le coupable de tout cela est le gang de l'alphabet. Il apprend aussi que les lettres déposées par ce gang sont conservées au commissariat. Puis, il part à la recherche d'un hôtel mais s'arrête devant une villa en construction. Il se présente devant le contremaître en lui disant qu'il est un membre de la commission d'urbanisme de la ville et que les ouvriers se sont trompés en construisant selon un ancien plan. Il leur dit alors qu'il va s'arranger pendant que les propriétaires sont à Hawaï et envoie les ouvriers en congé pour une semaine. Il « vole » alors la villa. Malgré l'avertissement de ses amis, Foley insiste pour qu'ils se rendent au commissariat. Là-bas, Rosewood donne à Axel une douille de calibre 45, que la police a saisi à la boutique Adriano après le cambriolage. Foley explique alors que ces douilles-ci sont très rares et qu'il faut être un professionnel pour les confectionner. Lutz arrive et demande à Foley son identité. Ce dernier ment, disant se nommer Johnny Porte-Bonheur, medium venant des Caraïbes, et proposant son don à la police de Beverly Hills qui a du mal à progresser sur une affaire. Une fois mis dehors, Axel suggère à ses amis de prendre l'affaire, même s'ils sont à la circulation. Après quelques hésitations, ils acceptent et pensent que cette douille ne peut provenir que d'un seul endroit : le shooting club de Beverly Hills.
Après une astuce qui se trouve être efficace, Foley arrive à entrer au club pendant que ses deux amis patientent dans la voiture. Il rencontre alors la grande blonde virago qui se présente. Elle s'appelle Karla Fry. Foley rencontre aussi le patron du club : Cain. Il lui demande si la douille de 45 qu'il montre provient de ce club. Cain ignore cela. Karla Fry rend visite à son supérieur et « amant ». Elle lui dit qu'un flic est ici se présentant avec une douille de calibre 45 que Cain a conçue pour le braquage d'Adriano. Fry sort ensuite du bureau pour revoir Foley et lui demander de partir. Celui-ci s'exécute quand Karla envoie Cain chez son supérieur, Maxwell Dent. Ce dernier lui ordonne de tuer le flic noir. Axel Foley se rend ensuite au domicile de Bogomil pour y chercher des indices. À part le nom d'un bar-discothèque, il repère seulement que les chaussures du policier sont pleines de terre rouge et de sable. Le soir, ils se rendent au bar-discothèque 385 North où Axel rencontre le patron des lieux qui gère un trafic d'armes : Thomopoulos. Quelques minutes plus tard, n'ayant rien appris, ils sortent et sont fusillés par les hommes de Cain. Ayant survécu, Axel poursuit la voiture des agresseurs mais ces derniers ont pu prendre la fuite. Lutz arrive alors sur les lieux, disant à Foley qu'il n'existe pas de Johnny Porte-Bonheur. Ce dernier lui dit qu'il vient de Détroit et que ceci est une simple couverture de mission. Il lui suggère d'appeler son patron Todd.
Foley et Taggart se rendent alors chez Rosewood en compagnie de ce dernier. Là, Axel contacte son ami à Détroit lui indiquant qu'il doit décrocher le téléphone de Todd demain matin, confirmant ce que Lutz lui dira au sujet d'Axel. 
Ensuite, à l'aide de super-glue, Axel met en évidence des empreintes sur un paquet d'allumettes récupérée dans la voiture de ceux qui ont tenté de les tuer un peu plus tôt devant le club 385 North. De passage par le commissariat, ils passent cette empreinte au fichier et elle correspond à Charles Cain.
Axel propose alors à ses amis de se rendre au shooting club pour y trouver des indices. Sur place, Axel contourne le système d'alarme à l'aide de chewing-gum et ouvre la porte. Après quelques secondes de fouille, Axel déniche ce qu'il voulait : le lieu du prochain vol, sous forme de code. Il suffit alors seulement de déchiffrer celui-ci.
Le lendemain matin à Détroit, l'ami d'Axel contacte Todd de bon matin lui disant qu'il a été sélectionné par un journal pour être interviewé le jour même en tant que meilleur flic de l'année. Il lui propose alors un rendez-vous afin de lui faire quitter le commissariat. À neuf heures, il se rend dans le bureau de Todd et attend l'appel de Lutz. Mais Todd arrive quand le téléphone sonne. L'ami décroche l'appareil, se cache sous le bureau  et confirme à Lutz qu'Axel travaille pour lui mais qu'il est détaché dans un service fédéral où il a carte blanche.
À Beverly Hills, Foley, Rosewood et Taggart identifient la prochaine cible de Dent et Fry : un dépôt d'argent sur Olympic Boulevard. Rosewood conduit alors sans respecter le code de la route, voulant arriver le plus vite possible. Pendant ce temps, Fry et ses coéquipiers dévalisent le dépôt. Bloqués dans la circulation et leur véhicule accidenté à cause de la conduite agressive de Rosewood, ce dernier et Axel se rendent à pied jusqu'au dépôt et font déclencher l'alarme. Fry et ses coéquipiers arrêtent alors le braquage et prennent la fuite. Rosewood arrive à voler une bétonnière, Axel y monte mais n'est pas convaincu de la vitesse du véhicule. Ils s'arrêtent après une folle poursuite devant le van de Fry, vide. Taggart arrive avec une voiture et les rejoint. Tous trois suivent les traces que le gang a laissées. Ils arrivent alors à une garden party. Pour entrer, Axel ment en disant qu'il est là pour nettoyer la piscine car quelqu'un y aurait fait ses besoins. Ils entrent alors dans la propriété privée et observent plusieurs femmes au corps sexy s'amuser. Axel se rend alors chez le couple composé donc de Dent et Fry. Il les humilie devant tout le monde en disant que Dent est un tueur de flic et Thomopoulos un trafiquant d'armes. Axel est encore une fois mis à la porte. Ayant subtilisé le portefeuille de Dent, Axel apprend que son conseiller financier est Sidney Bernstein. Sur place, encore une fois grâce à ses mensonges, Axel parvient à récolter deux cents dollars et consulter l'ordinateur de Bernstein où il apprend quelles sont toutes les propriétés de Dent. Il remercie Sidney et quitte les lieux.
Jan, la fille de Bogomil, le contacte et l'informe que Dent possède plusieurs propriétés mais qu'une seule l'intéresse : son champ de course Royal car Dent n'a jamais mis les gains de l'hippodrome, qui sont immenses, à la banque depuis des mois. Axel conclut que le champ de course Emporium de Dent est la cinquième cible, « E ». Jan contacte Axel lui confiant que Dent possède des propriétés privés dans le désert. Axel explique à Taggart que Dent veut braquer son propre hippodrome pour que son assurance lui rembourse ses « fausses » pertes. Dent gagnera donc le double de la somme. En effet, Karla Fry et ses coéquipiers sont à l'hippodrome prêts à voler l'argent. Au signal de Karla, ils commencent le cambriolage, quand Foley, Rosewood et Taggart s'y rendent d'urgence. Mais c'est bien trop tard car le cambriolage prend fin et Karla élimine Cain. Elle se rend ensuite dans les tribunes pour rejoindre Dent et l'embrasser. Ils partent.
Lutz est sur les lieux et explique aux journalistes ses déductions qui sont en fait celles d'Axel Foley. Axel comprend que l'argent gagné par Dent (les cambriolages d'Adriano, du dépôt d'argent et de son hippodrome) lui permet de financer un très grand trafic d'armes avec Thomopoulos. Identifiant le lieu de stockage des armes, Axel conclut que Bogomil est venu à cet endroit car la terre rouge étant la même que celle retrouvée sur ses chaussures. C'est donc pour cela que Dent a essayé de l'éliminer. Rosewood ouvre son coffre de voiture qui contient un vrai arsenal. Tous trois descendent et entrent dans la propriété. Axel neutralise un garde avec l'aide de Rosewood. Rosewood essaie ensuite de neutraliser le système d'alarme comme l'avait fait Axel mais il échoue et l'alarme se déclenche. Axel en profite alors pour neutraliser le garde et rejoint rapidement ses amis qui sont derrière des caisses pour se protéger car une fusillade a éclaté. Un camion rempli d'armes quitte les lieux et Rosewood tire dessus avec un lance-roquettes, le faisant exploser. Axel fait exploser un second camion à l'arrêt avec des grenades. Foley arrive à entrer dans un local et affronte alors Karla et Dent. Il tue d'abord un tireur embusqué. Une voiture essaie ensuite de l'écraser, mais Axel l'esquive et tire une balle dans la tête de Dent qui conduisait, avant de tomber à terre et Dent brûle quand la voiture explose. Fry arrive et pointe son arme vers Foley lui disant au revoir mais est éliminée sur le champ par Taggart. Après la fusillade et l'arrestation de nombreux terroristes dont Thomopoulos, Lutz arrive avec le maire Ted Egan. Cette fois-ci, Lutz renvoie Taggart et Rosewood en les insultant et ne veut plus revoir Axel Foley. Rosewood et Taggart se rebellent, font taire leur chef dont ils disent qu'il est incompétent, et expliquent au maire qu'ils ont résolu toute l'affaire du gang de l'alphabet qui cachait un trafic d'armes avec l'aide de Foley. Outré par l'attitude impolie et injuste de Lutz, Egan le renvoie et le remplace par Bogomil.
À la villa, Axel dit au revoir à ses amis quand il croise les propriétaires, rentrés d'Hawaï, qui demandent une explication à Taggart et à Rosewood. Au volant de sa voiture, Foley se retourne vers eux, et sourit.

## Fiche technique
Sauf indication contraire, les informations mentionnées dans cette section peuvent être confirmées par la base de données cinématographiques IMDb,  présente dans la section « Liens externes ».
- Titre original : Beverly Hills Cop II
- Titre français : Le Flic de Beverly Hills 2
- Réalisation : Tony Scott
- Scénario : Larry Ferguson, Warren Skaaren, David Giler[n 1] et Dennis Klein[n 1], d'après une histoire d'Eddie Murphy et Robert D. Wachs, d'après les personnages de Danilo Bach et Daniel Petrie Jr.
- Musique : Harold Faltermeyer
- Directeur de la photographie : Jeffrey L. Kimball
- Montage : Chris Lebenzon, Michael Tronick et Billy Weber (en)
- Distribution des rôles : Bonnie Timmermann
- Création des décors : Ken Davis
- Direction artistique : James J. Murakami
- Décorateur de plateau : John H. Anderson
- Producteurs : Don Simpson et Jerry Bruckheimer
  - Producteurs délégués : Richard Tienken et Robert D. Wachs
- Sociétés de production : Paramount Pictures et Eddie Murphy Productions
- Société de distribution : Paramount Pictures
- Budget : 20 millions de dollars[1]
- Pays de production :  États-Unis
- Langue originale : anglais
- Format : 2.35:1 - 35 mm - Couleur (Technicolor) – son Dolby
- Genre : comédie policière, action
- Durée : 100 minutes
- Dates de sortie : 
  - États-Unis : 19 mai 1987 (première à Los Angeles), 20 mai 1987 (sortie nationale)
  - France : 26 août 1987

## Distribution
- Eddie Murphy (VF : Med Hondo) : l'inspecteur Axel Foley
- Judge Reinhold (VF : Edgar Givry) : l'inspecteur William « Billy » Rosewood
- John Ashton (VF : Philippe Dumat) : le sergent John Taggart
- Jürgen Prochnow (VF : Bernard Woringer) : Maxwell Dent
- Ronny Cox (VF : Gabriel Cattand) : le commissaire Andrew Bogomil
- Brigitte Nielsen (VF : Béatrice Delfe[2]) : Karla Fry
- Allen Garfield (VF : Yves Barsacq) : Harold Lutz
- Dean Stockwell (VF : Claude Giraud) : Charles « Chip » Cain
- Paul Reiser (VF : Éric Baugin) : Jeffrey Friedman
- Gilbert R. Hill (VF : Pascal Renwick) : l'inspecteur Douglas Todd
- Paul Guilfoyle : Nikos Thomopoulos
- Robert Ridgely (VF : Georges Berthomieu) : Ted Egan, le maire de Los Angeles
- Brian Edward O'Connor (VF : Michel Paulin) : Biddle
- Alice Adair (VF : Martine Regnier) : Jan Bogomil
- Eugene Butler : May
- Todd Susman : le contremaître
- Glenn Withrow : Willie
- Gilbert Gottfried (VF : Francis Lax) : Sidney Bernstein
- Tom Bower (VF : Jacques Brunet) : Russ Fielding
- Hugh Hefner : lui-même
- Carrie Leigh : elle-même
- Chris Rock (VF : Odile Schmitt) : le voiturier de la fête « Playboy »
- Robert Pastorelli (VF : José Luccioni) : Vinnie
- Teal Roberts : Une stripteaseuse
- Valerie Wildman : Hôtesse du club de tir

## Production

### Genèse et développement
Après le succès du premier film, Paramount Pictures souhaite développer une série télévisée dérivée. Cependant, Eddie Murphy refuse et insiste pour faire un second film. Les producteurs Don Simpson et Jerry Bruckheimer engagent Tony Scott comme réalisateur après leur immense succès commun, Top Gun (1986).

### Attribution des rôles
Chris Rock fait ici ses débuts dans un petit rôle.
Hugh Hefner, créateur du magazine Playboy, fait une apparition dans son propre rôle, lorsque les inspecteurs poursuivent des malfrats qui se réfugient à une journée de charité organisée par Playboy.
Il était un temps question que Bronson Pinchot reprenne son rôle de Serge, mais il est trop occupé par la série Larry et Balki. Il reviendra néanmoins dans le 3e film.

### Tournage
Le tournage a eu lieu du 10 novembre 1986 au 12 février 1987. Il se déroule en Californie, principalement à Los Angeles (Sunset Boulevard, Sylmar, California Institute of Technology, Downtown Los Angeles, Beverly Hills, Hollywood Boulevard, Holmby Hills, La Cienega Boulevard, Rodeo Drive).

## Bande originale
Bandes originales de Le Flic de Beverly Hills
Le Flic de Beverly Hills
(1984) Le Flic de Beverly Hills 3
(1994)
Tony Scott voulait que Hans Zimmer compose la musique du film. La Paramount a cependant insisté pour que Harold Faltermeyer revienne pour cette suite. La bande originale commercialisée par MCA Records ne contient cependant aucune composition originale de Harold Faltermeyer. Le morceau Bad Guys, présent dans le film, sera inclus sur son album de 1988, Harold F. La chanson Hold On est chantée par Corey Hart sur l'album alors que la version entendue dans le film (durant la fête Playboy) est interprétée par Keta Bill.
| 1.  | Shakedown             | Bob Seger, Harold Faltermeyer, Keith Forsey | Bob Seger           | 4:01 |
| 2.  | Be There              | Allee Willis, Franne Golde                  | The Pointer Sisters | 4:14 |
| 3.  | In Deep               | Charlie Sexton, Scott Wilk                  | Charlie Sexton      | 3:32 |
| 4.  | Hold On               | James Wirrick, Giorgio Moroder              | Corey Hart          | 3:43 |
| 5.  | I Want Your Sex       | George Michael                              | George Michael      | 4:44 |
| 6.  | Better Way            | André Cymone                                | James Ingram        | 4:09 |
| 7.  | Love/Hate             | André Cymone, Julian Jackson                | Pebbles             | 3:59 |
| 8.  | Cross My Broken Heart | Stephen Bray, Tony Pierce                   | The Jets            | 4:05 |
| 9.  | 36 Lovers             | Gary Spaniola, John Eaton, Melvin Riley Jr. | Ready For The World | 4:16 |
| 10. | I Can't Stand It      | David Allen Jones, Harold Payne             | Sue Ann             | 4:04 |
| 11. | All Revved Up         | Giorgio Moroder, Tom Whitlock               | Jermaine Jackson    | 4:00 |

## Accueil

### Accueil critique
Le film a reçu des critiques mitigées de la part des critiques. Sur Rotten Tomatoes, le film a une note de 43 %, basé sur 30 avis, avec une note moyenne de 4,9⁄10. Le consensus critique du site se lit comme suit : « Eddie Murphy reste attrayant comme Axel Foley, un cinglé, mais Le Flic de Beverly Hills 2 ne l'emmène pas, ni le spectateur dans un endroit suffisamment nouveau pour justifier une suite ». Sur Metacritic, le film a un score de 48⁄100 basé sur 11 critiques, indiquant des critiques mitigées ou moyennes.

### Box-office
| Pays ou région    | Box-office        | Date d'arrêt du box-office | Nombre de semaines |
| ----------------- | ----------------- | -------------------------- | ------------------ |
| États-Unis Canada | 153 665 036 $     | 13 août 1987               | 12                 |
| France            | 2 409 922 entrées |                            |                    |
| Total mondial     | 299 965 036 $     | -                          | -                  |

## Distinctions
Source : Internet Movie Database

### Récompenses
- ASCAP Film and Television Music Awards 1988 : Top Box Office Films pour Harold Faltermeyer, meilleure chanson pour Shakedown
- Goldene Leinwand 1988
- Kids' Choice Awards 1988 : meilleur film, meilleur acteur pour Eddie Murphy
- Razzie Awards 1988 : pire chanson originale pour I Want Your Sex

### Nominations
- Oscars 1988 : meilleure chanson originale pour Shakedown
- Golden Globes 1988 : meilleure chanson originale pour Shakedown

## Analyse